# 教判
教判，即教相判释，亦称教相、判教、教摄，佛教术语，即判別解釋佛陀教法相狀差別之理論。大乘佛教諸多教典傳至中國後，佛教僧眾就教说的形式、深淺、先後等，進行分类而判別教说。佛陀教法應對象根機，義理互有出入，教相判释因此产生，以明佛陀言行之真意，建立貫攝全部佛法的綱領與體系。自智者大師創建天台宗，論難南三北七諸師，貢獻了新的判教理論，和華嚴宗、法相宗之教判並爲漢傳佛教傳統通行之判教體系。

## 淵源
早在部派佛教時代，就有人探討佛所說經是否皆為了義（梵語：nitartha）的問題。
根據《異部宗輪論》，大眾部主張「世尊所說無不如義，佛所說經皆是了義」；說一切有部則認為「世尊亦有不如義言，佛所說經非皆了義，佛自說有不了義經」，不了義經是「假施設，有別意趣」，應求「此經意趣」，別為解說。
到了大乘佛教時代，龍樹認為佛經有「易了義」和「深遠難解義」，主張佛陀為應機設教的方便，而有了義說和不了義說；因此龍樹立了四種悉檀，以世界悉檀、各各為人悉檀、對治悉檀、第一義悉檀，通攝佛說。無著持相同看法，主張「復有四種意趣，四種祕密」，依照平等意趣、別時意趣、別義意趣、補特伽羅意樂意趣，則「一切佛言應隨決了」。
漢傳大乘佛教認為，釋迦牟尼根據弟子不同根性，因時因地，而給予不同教法。由此產生了天台宗五時八教，法相宗三時教，華嚴宗五教十宗等教判學說。

### 傳統部派和大乘的關係
印度大乘佛教的三大派系，中觀、瑜伽、如來藏，重釋了三轉法輪之說，以聲聞為初轉法輪之方便說，是小乘法；自宗為最勝法輪了義教，判他宗為不了義。
說一切有部迦濕彌羅國論師，廣集各家解說加以論定，編成《大毘婆沙論》，特別針對分別論者和譬喻師加以論難。承繼此一毘婆沙宗學說的眾賢，稱大乘為空花論宗，否定其見解，認為大乘非佛說。

## 歷史
教判盛行于南北朝，当时有“南三北七”一说。此後天台宗智顗改易顿、渐、不定等三种教相，为五味八教。三论宗吉藏则立声闻、菩萨二藏，於二藏中又别开根本、枝末、摄末归本三法轮，此为二藏三轉法輪判。南山律宗道宣分化制二教，化教又分諸法性空無我（二乘）、諸法本相是空（小菩薩）、諸法外塵本無，實唯有識（大菩薩）之南山三教。法相宗玄奘则依照《解深密经》、《金光明经》等，立转法轮、照法轮、持法转三法轮的“三时教判”，其弟子窥基则发展为“三教八宗”的教判。而华严宗的法藏则于《华严经探玄记》中立「五教十宗」。
藏傳佛教寧瑪派把佛教分为九乘：声闻乘、缘觉乘、菩薩乘是共三乘，事續、行續、瑜伽續是外三乘，最高级是内密三乘。

### 拉薩法諍
赤松德贊時期，西藏桑耶寺發生過一場拉薩法諍，由來自印度那爛陀寺隨瑜伽行中觀派，師承寂護的蓮花戒代表漸教，以及來自漢地敦煌禪門北宗，師承神秀弟子義福、降魔藏等人的堪布摩訶衍代表頓教，此場法諍反映了大乘教法中頓漸法門的諍辯。

## 主要傳統判教學說

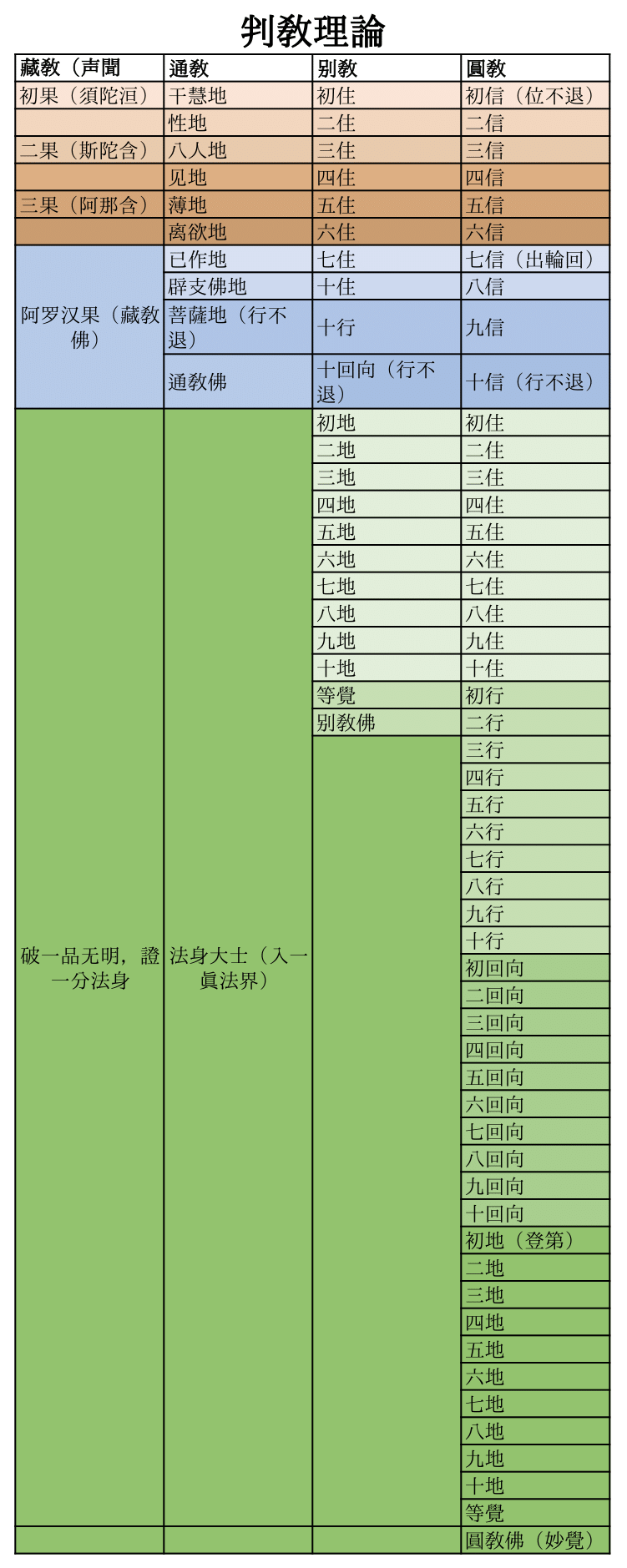

### 法相宗判教
法相宗判教的理論依據是《解深密经》、《金光明经》等。唐玄奘法師立“三时教判”，即转法轮、照法轮、持法转三法轮之判。
其弟子窺基法師發展爲“三教八宗”，三教中以诸阿含「我空法有」为有教，“三论”、《般若》等「諸法皆空」为空教，《华严经》、《解深密经》、《法华经》等「非有非無之中道」为中道教；八宗為：
- 我法俱有宗：犊子部
- 有法无我宗：說一切有部
- 法无去来宗：大众部、分別說部
- 现通假实宗：说假部、经量部，及成实论
- 俗妄真实宗：说出世部
- 诸法但名宗：一说部
- 胜义皆空宗：《般若》诸经及《中论》、《百论》
- 应理圆实宗：《法华》、《華嚴》、《深密》等经及无著等所说之唯識中道教

### 華嚴宗判教
華嚴宗判教的理論依據是《華嚴經探玄記》，提出“五教十宗”。
- 小教
- 始教
- 終教（小、始、 終皆為漸教）
- 頓教
- 圓教

十宗之前七取自窺基所立，後三宗為：
- 真德不空宗（終教）
- 相想俱絕宗（頓教）
- 圓明具德宗（圓教）

### 天台宗判教
天台宗判教的理論依據是《妙法蓮華經玄義》和《維摩經玄疏》之《四教義》，提出“五味八教”，或稱「五時八教」。

#### 五味
隋朝智顗在《法华玄义》提出五味教的理論。他認為佛陀順應眾生根機，說法有深淺不同之五味。
- 乳味：如日初先照高山，厚殖善根，頓說佛道。頓說本不為聲聞，聲聞雖在座，如聾如瘂，此如《華嚴經》。約法被緣，緣得大益，名頓教相。
- 酪味：次照幽谷，淺行偏明，漸為開解，為說三藏（《四阿含》、《五部律》、《婆沙》、《俱舍》等）。三藏本不為菩薩說，菩薩雖在座，聲聞不識，此乃小隔於大，大隱於小。約法被緣，名漸教相。
- 生蘇味：次照平地，示一佛土，令淨穢不同，示現一身，巨細各異，一音說法，隨類各解。此如《維摩詰經》等諸方等經。約法被緣，猶是漸教。
- 熟蘇味：大人蒙其光用，嬰兒喪其睛明，雖三乘俱學，二乘取證寂滅，此如《大品般若經》等諸般若經。若約法被緣，猶是漸教。
- 醍醐味：日光普照，高下悉均平，令皆成佛道，不令有人獨得滅度，皆以如來滅度而滅度之。此如《妙法蓮華經》。若約法被緣，名漸圓教。《大般涅槃經》為根性未熟者，具談佛性，與《法華》醍醐佛性味同。

#### 化儀四教
- 頓教
- 漸教
- 秘密教
- 不定教

#### 化法四教
- 藏教
- 通教
- 別教
- 圓教

### 日本
- 真言宗空海大师立显教、密教二教判及十住心教判。
- 台密安然立五时五教。
- 淨土真宗亲鸾立二双四重。
- 日莲宗立五纲之说。

### 藏传佛教判教

#### 藏传佛教九乘判教
藏传佛教宁玛派（舊譯派）在《宁玛九乘次第》提出世间所有哲学和宗教，分为世间法和出世间法；总判爲颠倒外道乘、凡夫人天乘（即修善修禪定可往生人道、天道之教法）和真实内道乘（佛法），人天乘受摄於佛法；真实内道乘（佛法）又判爲九乘次第：
- 顯三乘
  - 聲聞乘
  - 獨覺乘
  - 菩薩乘
- 外密三乘
  - 事乘（事密）
  - 行乘（行密）
  - 瑜伽（瑜珈密）
- 內密三乘
  - 大瑜伽乘（摩诃瑜伽）
  - 无比瑜伽（阿努瑜伽）[17]
  - 无上瑜伽（無上阿底瑜伽大圓滿）

其中，前三乘即显教，声闻、独觉爲小乘，菩萨爲大乘；外密三乘基本等同于汉传密宗的教法；内密三乘又叫大密咒乘，是藏密不共法，第九乘無上瑜伽爲最上乘。

#### 藏傳佛教其他判教
除宁玛一派，其他各派皆主張四部说：
1. 事部
2. 行部
3. 瑜伽部
4. 无上瑜伽部

## 現代發展
- 太虛法師判印度佛教為三期：一、小行大隱，二、大主小從，三、大行小隱、密主顯從。又判佛法為：五乘共法、三乘共法、大乘不共法，判大乘不共法為三宗：法性空慧宗、法相唯識宗、法界圓覺宗。出自〈我怎樣判攝一切佛法〉，《海潮音》二十一卷第十期。

- 印順法師判印度佛教為五期：一、聲聞為本之解脫同歸，二、菩薩傾向之聲聞分流，三、菩薩為本之大小兼暢，四、如來傾向之菩薩分流，五、如來為本之天佛一如。沿用五乘共法、三乘共法、大乘不共法的次第，判大乘不共法為三系：性空唯名系、虛妄唯識系、真常唯心系。出自《契理契機之人間佛教》、《成佛之道》。